# Die Marquise de la Pivardiere
Die Marquise de la Pivardiere ist eine Erzählung von E. T. A. Hoffmann, die im Frühherbst 1820 in Leipzig erschien.
Die Liebe Franziskas – das ist die Marquise de la Pivardiere – zu Silvain François Charost – das ist ihr Beichtvater, der Augustiner-Kaplan Franziskus – ist unglücklich. Franziska geht schließlich in ein Kloster und Franziskus kehrt in seine Abtei zu Miseray zurück.

## Handlung
Um 1688 in Frankreich: In einer der Pariser Soireen ist die Ermordung des Marquis de la Pivardiere das Gesprächsthema. Man ist sich einig. Als Täter kommen nur dessen Ehefrau und deren Beichtvater – der „verruchte Charost“ – in Frage.
Rückblende: Franziska Margarete Chauvelin, die einzige Tochter des vermögenden Ritters Chauvelin, wurde früh Halbwaise. Als auch noch der Vater starb, erbte die immer noch ledige Franziska das Rittergut Nerbonne. Jahre zuvor, erst 16-jährig, hatte Franziska einen jungen Mann geliebt, ihn aber aus den Augen verloren. Knapp drei Jahre nach dem Tod des Vaters heiratet Franziska einen anderen, „den von Gläubigern verfolgten Marquis“ de la Pivardiere und macht ihn somit „zum Herrn des Ritterguts Nerbonne“. Der Marquis hatte sich zuvor das Vertrauen Franziskas erschlichen.
Die Marquise bringt eine Tochter zur Welt. Jahre später wird der Marquis zum Kriegsdienst gerufen. Nachdem auf Schloss Nerbonne der Beichtvater verstorben ist, tritt dort ein Kaplan den Dienst an. Erschüttert erkennt Franziska in dem neuen Beichtvater jenen „unglücklichen Charost“, den Geliebten aus Jugendtagen. Der Geistliche hingegen nimmt seine „unwiederbringliche verlorene“ Liebe scheinbar leidenschaftslos hin. Die beiden über zwanzig Jahre getrennten Liebenden erzählen sich von ihren Schicksalen. Seinerzeit hatte Charost vergeblich ein Rendezvous angestrengt und deshalb Franziska einen liebesglühenden Brief geschrieben. Das Schreiben hatte die Empfängerin nie erreicht. Offenbar war es vom Ritter Chauvelin abgefangen und abschlägig beantwortet worden. Aus lauter Liebeskummer hatte Charost der argen Welt Valet gegeben; sich hinter Klostermauern zurückgezogen. Franziska erkennt in ihrem Vater „das böse Prinzip, das sie um ihr schönstes Glück betrogen“.
Die Marquise ermittelt, der Marquis, ein Jugendfreund Charosts, hat inzwischen den Dienst quittiert und lebt in Auxerre unter falschem Namen als Huissier mit der Gastwirts-Tochter Pillard zusammen. Als dann die Gläubiger dem Marquis wieder einmal hart auf den Fersen sind und er nach Nerbonne flieht, wird er von der Gattin des Abends unfreundlich empfangen: Er möge doch nach Auxerre zu seiner „buhlerischen Dirne“ gehen. Letzterer war der Heimkehrer jedoch überdrüssig geworden. Auf dem Gipfel der eskalierenden ehelichen Auseinandersetzung begibt sich Franziska in das Schlafzimmer ihrer neunjährigen Tochter. Am nächsten Morgen ist der Marquis unauffindbar.
Der königliche Generalprokurator zu Chatillon sur Indre klagt die Marquise des Mordes an. Die Bediensteten und sogar die eigene Tochter sagen gegen Franziska aus. Charost, der angeblich mit der Marquise in „verbrecherischen Verhältnissen“ gelebt hat, wird mit Zustimmung des bischöflichen Vikars zu Bourges ebenfalls inhaftiert. Die Landbevölkerung verwüstet das Schloss Nerbonne. Auf dem Höhepunkt des Prozesses gegen die beiden Angeklagten – Charost steht die Tortur bevor – erscheint der Marquis de la Pivardiere im Gerichtssaal. Die Richter halten den Ankömmling für einen falschen Grafen. Der Marquis ist wieder einmal auf der Flucht, diesmal in Auxerre angeklagt wegen Eheversprechens. Die Justiz zögert. Dann müssen Franziska und Charost freigelassen werden.

## Stoff
Details finden sich bei Steinecke. 1734–1743 hatte Pitaval seine „Causes célèbres et intéressantes, avec les jugemens qui les ont décidées“, eine Sammlung merkwürdiger Rechtsfälle in zwanzig Bänden, herausgebracht. 1773–1792 erschien eine Bearbeitung von François Richer. Letztere brachte Carl Wilhelm Franz ab 1782 unter dem Titel „Sonderbare und merkwürdige Rechtsfälle“ in Jena heraus. Im dritten Teil findet sich die „Geschichte des Herrn de la Pivardiere“, die E. T. A. Hoffmann vermutlich benutzte. Allerdings geht es Hoffmann nicht um Herrn de la Pivardiere, sondern um dessen Frau, die Marquise. Also erfindet der Autor – bemüht um ein Psychogramm dieser Dame – noch deren voreheliches Leben. Der Kriminalfall interessiert Hoffmann in dem Kontext weniger: „Es würde ermüdend sein, all' die Maßregeln zu erwähnen, die das Gericht nun noch nahm, um zu erforschen, in wie fern...“.

## Form
Bevor der Erzähler chronologisch die Ereignisse darbietet, führt er den Leser in den Salon der Duchesse d’Aiguillon. Dort werden die angeblichen Mörder Franziska und Charost scharf verurteilt und der arme Marquis de la Pivardiere bedauert. Als sich gegen Textende die Unschuld von Franziska und Charost erwiesen hat, wird in demselben Salon der Marquis als „großer Taugenichts“ verteufelt. Die Duchesse d'Aiguisseau will Franziska vergeblich wieder in ihre Kreise ziehen. Der von E. T. A. Hoffmann konstruierte Rahmen ist fehlerhaft. Er meint wahrscheinlich die Duchesse d’Aiguillon.
Der Erzähler ist wesentlich klüger als seine Figuren. Nachdem zum Beispiel Franziska das Schicksal Charosts ganz überblickt und zudem vom Ehebruch ihres Mannes in Auxerre erfahren hat, kommentiert der auktoriale Erzähler: „Das Gefühl des tiefsten Schmerzes, der kränkendsten Verbitterung, das die Marquise übermannte, als der verschmähte Charost ihr vor Augen trat, und das erst den Vater anklagte, hatte sich immer mehr und mehr gegen den Marquis gerichtet. Ihn sah sie für den an, der bestimmt gewesen, das zu vollenden, was der Vater begonnen, nehmlich ihr Lebensglück zu zerstören. Sie vergaß, daß es nur ihr eigner verkehrter Sinn gewesen, der sie dem Marquis in die Arme führte.“
Der Jurist E. T. A. Hoffmann hebt den Zeigefinger: „Bonnet war (wie es kein Richter sein soll) leidenschaftlich im höchsten Grade, voller Vorurteile, befangen in jeder Art und noch dazu mit der Familie des Augustiners Charost verfeindet.“

## Rezeption
Äußerungen im 19. Jahrhundert
- In der „Jenaischen allgemeinen Literatur-Zeitung“ wird der Text naserümpfend als Brotarbeit gesehen.[13]
- Die Rezensentin im „Literarischen Conversations-Blatt“ (Brockhaus, Leipzig) muss tief beeindruckt gewesen sein.[14]
- Ellinger[15] wirft dem Autor flüchtige Arbeitsweise vor und kreidet Mängel an.[16]

Neuere Äußerungen
- 1983 spricht sich Toggenburger[17] – mit Einschränkungen – für die Erzählung aus.[18]
- Achermann[19] liest die Geschichte als Sequenz schwerwiegender Irrtümer Franziskas, verursacht durch falsche väterliche Erziehung.

### Erstausgabe
- E. T. A. Hoffmann: Die Marquise de la Pivardiere (Nach Richer's Causes célèbres). S. 377–431 in: Taschenbuch zum geselligen Vergnügen auf das Jahr 1821, bei Johann Friedrich Gleditsch 1820 in Leipzig[20]

### Verwendete Ausgabe
- E. T. A. Hoffmann: Die Marquise de la Pivardiere (Nach Richer's Causes célèbres). S. 730–765 in: Hartmut Steinecke (Hrsg.): E. T. A. Hoffmann: Nachtstücke. Klein Zaches. Prinzessin Brambilla. Werke 1816–1820. Deutscher Klassiker Verlag im Taschenbuch. Bd. 36. Frankfurt am Main 2009, ISBN 978-3-618-68036-9 (entspricht: Bd. 3 in: Hartmut Steinecke (Hrsg.): „E. T. A. Hoffmann: Sämtliche Werke in sieben Bänden“, Frankfurt am Main 1985)

### Sekundärliteratur
- Gerhard R. Kaiser: E. T. A. Hoffmann. Metzler, Stuttgart 1988, ISBN 3-476-10243-2. (Sammlung Metzler; 243; Realien zur Literatur)
- Eric Achermann: Die Marquise de la Pivardiere (Nach Richer's Causes Célèbres) (1820). S. 231–236 in: Detlef Kremer (Hrsg.): E. T. A. Hoffmann. Leben – Werk – Wirkung. Walter de Gruyter, Berlin 2009, ISBN 978-3-11-018382-5.